# Trichogramma
Trichogramma is een geslacht van vliesvleugeligen uit de familie Trichogrammatidae. De wetenschappelijke naam van dit geslacht is voor het eerst geldig gepubliceerd in 1833 door John Obadiah Westwood.
Trichogramma behoren tot de kleinste insecten ter wereld. Volwassen dieren zijn minder dan een halve millimeter lang en met het blote oog nauwelijks waarneembaar. Het zijn parasitoïde wespen, die hun eitjes leggen in de eitjes van motten. De larven ontwikkelen en verpoppen zich in die eitjes, die tijdens dit proces zwart verkleuren. De wespen knagen zich dan een weg naar buiten. Ze leven dan nog hooguit een paar weken en voeden zich met nectar van bloemen of suikerrijke honingdauw. Wijfjes die gepaard hebben kunnen zowel mannelijke als vrouwelijke nakomelingen voortbrengen. Wijfjes die niet gepaard hebben kunnen alleen mannetjes voortbrengen. Vooraleer een wijfje eitjes in een mottenei deponeert bepaalt ze of het al dan niet reeds geparasiteerd is en hoe groot het is. Ze doet dat door met haar tasters en poten het ei af te tasten. De grootte bepaalt het aantal eitjes dat het wijfje zal afzetten.

## Biologische bestrijding
Trichogramma-wespen worden in verschillende delen van de wereld met succes ingezet voor de biologische bestrijding van plaaginsecten met bladvretende rupsen. Ze worden voor dat doel ook commercieel gekweekt en verhandeld. Trichogramma zijn de meest bestudeerde soorten voor biologische bestrijding, omdat ze makkelijk te kweken en in laboratoriumomstandigheden te bestuderen zijn. Trichogramma pretiosum bijvoorbeeld is bruikbaar tegen Heliothis-plagen en de koolmot (Plutella xylostella); Trichogramma carverae onder meer tegen de fruitmot (Cydia pomonella) en de lichtbruine appelmot Epiphyas postvittana. In Brazilië wordt de geïmporteerde soort Trichogramma minutum gebruikt voor de bestrijding van de suikerrietboorder Diatraea saccharalis.

## Soorten
Het geslacht Trichogramma omvat de volgende soorten:
- Trichogramma acacioi Brun, Gomez de Moraes & Soares, 1984
- Trichogramma acantholydae Pintureau & Kenis, 2000
- Trichogramma achaeae Nagaraja & Nagarkatti, 1970
- Trichogramma acuminatum Querino & Zucchi, 2003
- Trichogramma acutovirilia Pinto, 1999
- Trichogramma adashkevitshi Sorokina, 1984
- Trichogramma agriae Nagaraja, 1973
- Trichogramma agrotidis Voegelé & Pintureau, 1982
- Trichogramma aldanense Sorokina, 1989
- Trichogramma alloeovirilia Querino & Zucchi, 2003
- Trichogramma alpha Pinto, 1999
- Trichogramma aomoriense Honda, 2006
- Trichogramma arcanum Pinto, 1999
- Trichogramma artonae Chen & Pang, 1986
- Trichogramma atopovirilia Oatman & Platner, 1983
- Trichogramma atropos Pinto, 1992
- Trichogramma aurosum Sugonjaev & Sorokina, 1976
- Trichogramma australicum Girault, 1912
- Trichogramma bactrianum Sugonjaev & Sorokina, 1976
- Trichogramma ballmeri Pinto, 1999
- Trichogramma bellaunionense Basso & Pintureau, 2001
- Trichogramma bennetti Nagaraja & Nagarkatti, 1973
- Trichogramma bertii Zucchi & Querino, 2003
- Trichogramma bezdencovii Bezdenko, 1968
- Trichogramma bilingense He & Pang, 2000
- Trichogramma bispinosum Pinto, 1999
- Trichogramma bistrae (Kostadinov, 1988)
- Trichogramma bourarachae Pintureau & Babault, 1988
- Trichogramma bournieri Pintureau & Babault, 1988
- Trichogramma brassicae Bezdenko, 1968
- Trichogramma brevicapillum Pinto & Platner, 1978
- Trichogramma breviciliata Yousuf & Hassan, 2007
- Trichogramma brevifringiata Yousuf & Shafee, 1988
- Trichogramma browningi Pinto & Oatman, 1985
- Trichogramma bruni Nagaraja, 1983
- Trichogramma buesi Voegelé, 1985
- Trichogramma buluti Bulut & Kilincer, 1991
- Trichogramma cacaeciae Marchal, 1927
- Trichogramma californicum Nagaraja & Nagarkatti, 1973
- Trichogramma canadense Pinto, 1999
- Trichogramma carina Walker, 1843
- Trichogramma carverae Oatman & Pinto, 1987
- Trichogramma castrensis Velasquez de Rios & Teran, 1995
- Trichogramma cephalciae Hochmut & Martinek, 1963
- Trichogramma chilonis Ishii, 1941
- Trichogramma chilotraeae Nagaraja & Nagarkatti, 1970
- Trichogramma choui Chan & Chou, 2000
- Trichogramma chusniddini Sorokina & Atamirzaeva, 1993
- Trichogramma closterae Pang & Chen, 1974
- Trichogramma clotho Pinto, 1992
- Trichogramma colombiensis Velasquez de Rios & Teran, 1995
- Trichogramma convolvuli Nagaraja, 2008
- Trichogramma cordubense Vargas & Cabello, 1985
- Trichogramma cultellus Jose, Hirose & Honda, 2005
- Trichogramma cuttackensis Nagaraja, 2008
- Trichogramma danausicida Nagaraja, 2008
- Trichogramma danubiense Birova & Kazimirova, 1997
- Trichogramma daumalae Dugast & Voegelé, 1984
- Trichogramma deion Pinto & Oatman, 1986
- Trichogramma demoraesi Nagaraja, 1983
- Trichogramma dendrolimi Matsumura, 1926
- Trichogramma dianae Pinto, 1999
- Trichogramma diazi Velásquez de Rios & Terán, 2003
- Trichogramma dissimilis Zucchi, 1988
- Trichogramma distinctum Zucchi, 1988
- Trichogramma drepanophorum Pinto & Oatman, 1985
- Trichogramma elegantum Sorokina, 1984
- Trichogramma embryophagum (Hartig, 1838)
- Trichogramma erebus Pinto, 1999
- Trichogramma erosicorne Westwood, 1879
- Trichogramma esalqueanum Querino & Zucchi, 2003
- Trichogramma ethiopicum (Risbec, 1956)
- Trichogramma euproctidis (Girault, 1911)
- Trichogramma evanescens Westwood, 1833
- Trichogramma exiguum Pinto & Platner, 1978
- Trichogramma falx Pinto & Oatman, 1996
- Trichogramma fasciatum (Perkins, 1912)
- Trichogramma flandersi Nagaraja & Nagarkatti, 1970
- Trichogramma flavum Ashmead, 1880
- Trichogramma forcipiforme Zhang & Wang, 1982
- Trichogramma fuentesi Torre, 1980
- Trichogramma funestum Pinto & Oatman, 1989
- Trichogramma funiculatum Carver, 1978
- Trichogramma fuzhouense Lin, 1994
- Trichogramma gabrielino Pinto, 1999
- Trichogramma galloi Zucchi, 1988
- Trichogramma gicai Pintureau & Stefanescu, 2000
- Trichogramma gordhi Pinto, 1999
- Trichogramma guariquensis Velasquez de Rios & Teran, 1995
- Trichogramma hebbalensis Nagaraja, 2008
- Trichogramma hesperidis Nagaraja, 1973
- Trichogramma higai Oatman & Platner, 1982
- Trichogramma huberi Pinto, 1999
- Trichogramma infelix Pinto, 1999
- Trichogramma ingricum Sorokina, 1984
- Trichogramma interius Pinto, 1999
- Trichogramma inyoense Pinto & Oatman, 1985
- Trichogramma iracildae Querino & Zucchi, 2003
- Trichogramma itsybitsi Pinto & Stouthamer, 2002
- Trichogramma ivelae Pang & Chen, 1974
- Trichogramma jalmirezi Zucchi, 1988
- Trichogramma japonicum Ashmead, 1904
- Trichogramma jaxarticum Sorokina, 1984
- Trichogramma jezoense Ishii, 1941
- Trichogramma julianoi Platner & Oatman, 1981
- Trichogramma kalkae Schulten & Feijen, 1978
- Trichogramma kankerensis Yousuf & Hassan, 2008
- Trichogramma kashmiricum Nagaraja, Ahmad & Gupta, 2007
- Trichogramma kaykai Pinto & Stouthamer, 1997
- Trichogramma kilinceri Bulut & Kilincer, 1991
- Trichogramma koehleri Blanchard, 1927
- Trichogramma kurosuae Taylor, Yashiro, Hirose & Honda, 2005
- Trichogramma lachesis Pinto, 1992
- Trichogramma lacustre Sorokina, 1978
- Trichogramma lasallei Pinto, 1999
- Trichogramma lenae Sorokina, 1991
- Trichogramma leptoparameron Dyurich, 1987
- Trichogramma leucaniae Pang & Chen, 1974
- Trichogramma leviculum Pinto, 1999
- Trichogramma lingulatum Pang & Chen, 1974
- Trichogramma longxishanense Lin, 1994
- Trichogramma lopezandinense Sarmiento, 1993
- Trichogramma maltbyi Nagaraja & Nagarkatti, 1973
- Trichogramma mandelai Pintureau & Babault, 1988
- Trichogramma manicobai Brun, Gomez de Moraes & Soares, 1984
- Trichogramma manii Nagaraja & Gupta, 2007
- Trichogramma maori Pinto & Oatman, 1996
- Trichogramma marandobai Brun, Gomez de Moraes & Soares, 1986
- Trichogramma margianum Sorokina, 1984
- Trichogramma marthae Goodpasture, 1986
- Trichogramma marylandense Thorpe, 1982
- Trichogramma maxacalii Voegelé & Pointel, 1980
- Trichogramma meteorum Vincent, 1986
- Trichogramma minutum Riley, 1871
- Trichogramma mirabile Dyurich, 1987
- Trichogramma mirum Girault, 1922
- Trichogramma misiae Kostadinov, 1987
- Trichogramma mullensi Pinto, 1999
- Trichogramma mwanzai Schulten & Feijen, 1982
- Trichogramma nemesis Pinto, 1999
- Trichogramma nerudai Pintureau & Gerding, 1999
- Trichogramma nestoris (Kostadinov, 1991)
- Trichogramma neuropterae Chan & Chou, 1996
- Trichogramma niveiscapus (Morley, 1950)
- Trichogramma nomlaki Pinto & Oatman, 1985
- Trichogramma nubilale Ertle & Davis, 1975
- Trichogramma oatmani Torre, 1980
- Trichogramma obscurum Pinto, 1999
- Trichogramma offella Pinto & Oatman, 1985
- Trichogramma okinawae Honda, 2006
- Trichogramma oleae Voegelé & Pointel, 1979
- Trichogramma ostriniae Pang & Chen, 1974
- Trichogramma pallidiventris Nagaraja, 1973
- Trichogramma panamense Pinto, 1999
- Trichogramma pangi Lin, 1987
- Trichogramma papilionidis Viggiani, 1972
- Trichogramma papilionis Nagarkatti, 1974
- Trichogramma parkeri Nagarkatti, 1975
- Trichogramma parnarae Huo, 1986
- Trichogramma parrai Querino & Zucchi, 2003
- Trichogramma parvum Pinto, 1999
- Trichogramma pelovi Kostadinov, 1986
- Trichogramma perkinsi Girault, 1912
- Trichogramma piceum Dyurich, 1987
- Trichogramma pinneyi Schulten & Feijen, 1978
- Trichogramma pintoi Voegelé, 1982
- Trichogramma pintureaui Rodríguez & Galán, 1993
- Trichogramma plasseyense Nagaraja, 1973
- Trichogramma platneri Nagarkatti, 1975
- Trichogramma pluto Pinto, 1999
- Trichogramma poliae Nagaraja, 1973
- Trichogramma polychrosis Chen & Pang, 1981
- Trichogramma pratissolii Querino & Zucchi, 2003
- Trichogramma pratti Pinto, 1999
- Trichogramma pretiosum Riley, 1879
- Trichogramma primaevum Pinto, 1992
- Trichogramma principium Sugonjaev & Sorokina, 1976
- Trichogramma psocopterae Chan & Chou, 1996
- Trichogramma pusillum Querino & Zucchi, 2003
- Trichogramma raoi Nagaraja, 1973
- Trichogramma retorridum (Girault, 1911)
- Trichogramma rojasi Nagaraja & Nagarkatti, 1973
- Trichogramma rossicum Sorokina, 1984
- Trichogramma sankarani Nagaraja, 2008
- Trichogramma santarosae Pinto, 1999
- Trichogramma sathon Pinto, 1999
- Trichogramma savalense Sorokina, 1991
- Trichogramma sembeli Oatman & Platner, 1982
- Trichogramma semblidis (Aurivillius, 1898)
- Trichogramma semifumatum (Perkins, 1910)
- Trichogramma sericini Pang & Chen, 1974
- Trichogramma shaanxiense Huo, 1991
- Trichogramma shchepetilnikovae Sorokina, 1984
- Trichogramma sibiricum Sorokina, 1980
- Trichogramma siddiqi Nasir & Schöller, 2011
- Trichogramma silvestre Sorokina, 1984
- Trichogramma singularis Girault, 1932
- Trichogramma sinuosum Pinto, 1999
- Trichogramma sogdianum Sorokina, 1984
- Trichogramma sorokinae Kostadinov, 1986
- Trichogramma stampae Vincent, 1986
- Trichogramma sugonjaevi Sorokina, 1984
- Trichogramma suorangelica Pinto, 1999
- Trichogramma taiwanense Chan & Chou, 2000
- Trichogramma talitzkii Dyurich, 1987
- Trichogramma tenebrosum Oatman & Pinto, 1987
- Trichogramma terani Velásquez de Rios & Terán, 2003
- Trichogramma thalense Pinto & Oatman, 1985
- Trichogramma tielingense Zhang & Wang, 1982
- Trichogramma trjapitzini Sorokina, 1984
- Trichogramma tshumakovae Sorokina, 1984
- Trichogramma tupiense Querino & Zucchi, 2003
- Trichogramma turkeiense Bulut & Kilincer, 1991
- Trichogramma turkestanicum Meyer, 1940
- Trichogramma umerus Jose, Hirose & Honda, 2005
- Trichogramma urquijoi Cabello Garcia, 1986
- Trichogramma ussuricum Sorokina, 1984
- Trichogramma valentinei Pinto & Oatman, 1996
- Trichogramma vargasi Oatman & Platner, 1982
- Trichogramma viggianii Pinto, 1999
- Trichogramma yabui Honda & Taylor, 2006
- Trichogramma yawarae Hirai & Fursov, 1998
- Trichogramma zahiri Polaszek, 2002
- Trichogramma zeirapherae Walter, 1985
- Trichogramma zeta Pinto, 1999
- Trichogramma zucchii Querino, 2003